# Ōjin
Cesarz Ōjin (jap. 応神天皇 Ōjin-tennō) – półlegendarny cesarz Japonii, piętnasty według tradycyjnego porządku dziedziczenia.

## Ōjin wNihon-shoki
Miał być synem cesarza Chūai, lecz objął tron dopiero po regencji cesarzowej-wdowy Jingū, która rzekomo panowała przez 69 lat. Ōjin miałby więc objąć tron w wieku 70 lat i panować przez kolejne 40 lat. 
W czasie jego panowania Japończycy mieli przyjąć pismo chińskie, które wprowadził przybyły z Baekje uczony Wani, a także nauczyć się tkania jedwabiu od Koreanki imieniem Maketu. 

## Historyczność
Według opartej na Nihon-shoki tradycji, Ōjin panował w latach 270–310. Ōjin mógł istnieć naprawdę, lecz faktyczne daty jego rządów przypadały najwcześniej około lat 370–390 lub jeszcze później od 401 roku.
Niezgodność chronologiczną Nihon-shoki widać w zestawieniu ze źródłami koreańskimi.
- Według Nihon-shoki w 55 roku regencji Jingū (255?) zmarł koreański król Chogo z Baekje, zaś w 65 roku (265?) zmarł król Chimnyu i jego następcą został Jinsa[10] – wg Samguk sagi było to odpowiednio w 375 i 385 roku[11]. W obu tych przypadkach datacja z Nihon-shoki jest więc przesunięta o 120 lat (dwa 60-letnie cykle kalendarzowe) wstecz względem pewniejszej chronologii koreańskiej.
- W Nihon-shoki w okresie rządów Ōjina zmarł król Baekje imieniem Ahwa i jego następcą został Jeonji, który wcześniej przebywał w Japonii[6]. Wg Samguk sagi król Baekje Asin ustanowił „przyjazne relacje z państwem Wa” i wysłał tam swojego syna Jeonji w 397 roku, zaś zmarł w 405 roku[11].

Źródła chińskie w ogóle nie zawierają wzmianek o Japonii między 266 i 413 rokiem. 
Pierwszym cesarzem Japonii którego daty panowania są potwierdzone był dopiero Kinmei w VI wieku.

## Pamięć
Mauzoleum Ōjina znajduje się w Habikino w prefekturze Osaka. Nazywa się ono Ega no Mofushi no oka no misasagi. Kilka stuleci po śmierci został ubóstwiony i jest czczony w religii shintō jako Hachiman.